# Orchestra Filarmonica di Turku
L'Orchestra Filarmonica di Turku (in finlandese Turun Filharmoninen Orkesteri) è un'orchestra finlandese con sede a Turku, in Finlandia. La più antica orchestra finlandese, l'Orchestra Filarmonica è residente alla Turku Concert Hall, la prima sala concerti appositamente costruita in Finlandia, completata nel 1952.

## Storia
L'orchestra fu fondata nel 1790 con il nome di Turun Soitannollinen Seura (Società Musicale di Turku). Nel 1927 il comune di Turku divenne proprietario del gruppo, con Tauno Hannikainen come primo direttore principale dell'orchestra sotto la gestione municipale. L'orchestra attualmente conta 74 musicisti.
Dal gennaio 2012 il direttore principale dell'orchestra è Leif Segerstam. L'attuale compositore residente dell'orchestra è Mikko Heiniö.
L'orchestra ha pubblicato la sua prima registrazione nel 1979. Da allora ha registrato commercialmente per etichette come Ondine, Finlandia e Naxos. Con Segerstam, l'orchestra ha pubblicato una serie di album per Naxos della musica di Jean Sibelius. L'orchestra ha iniziato a pubblicare video streaming mensili di concerti scelti nel settembre 2016.

## Direttori principali
- Tauno Hannikainen (1927-1928)
- Toivo Haapanen (1928-1929)
- Tauno Hannikainen (1929-1939)
- Eero Selin (1940-1941)
- Ole Edgren (1941-1962)
- Jorma Panula (1963-1965)
- Paavo Rautio (1965-1974)
- Pertti Pekkanen (1974-1986)
- Igor Bezrodnyi (1986-1990)
- Jacques Mercier (1990-1995)
- Hannu Lintu (1998-2001)
- Tibor Bogányi (2003-2006)
- Petri Sakari (2007-2011)
- Leif Segerstam (2012–in carica)